# W Pavonis
W Pavonis är en pulserande variabel av Mira Ceti-typ  i stjärnbilden Påfågeln. 
Stjärnan varierar mellan visuell magnitud +8,1 och lägre än 14,9 med en period av 283,35 dygn.